# マクファーランド比濁法

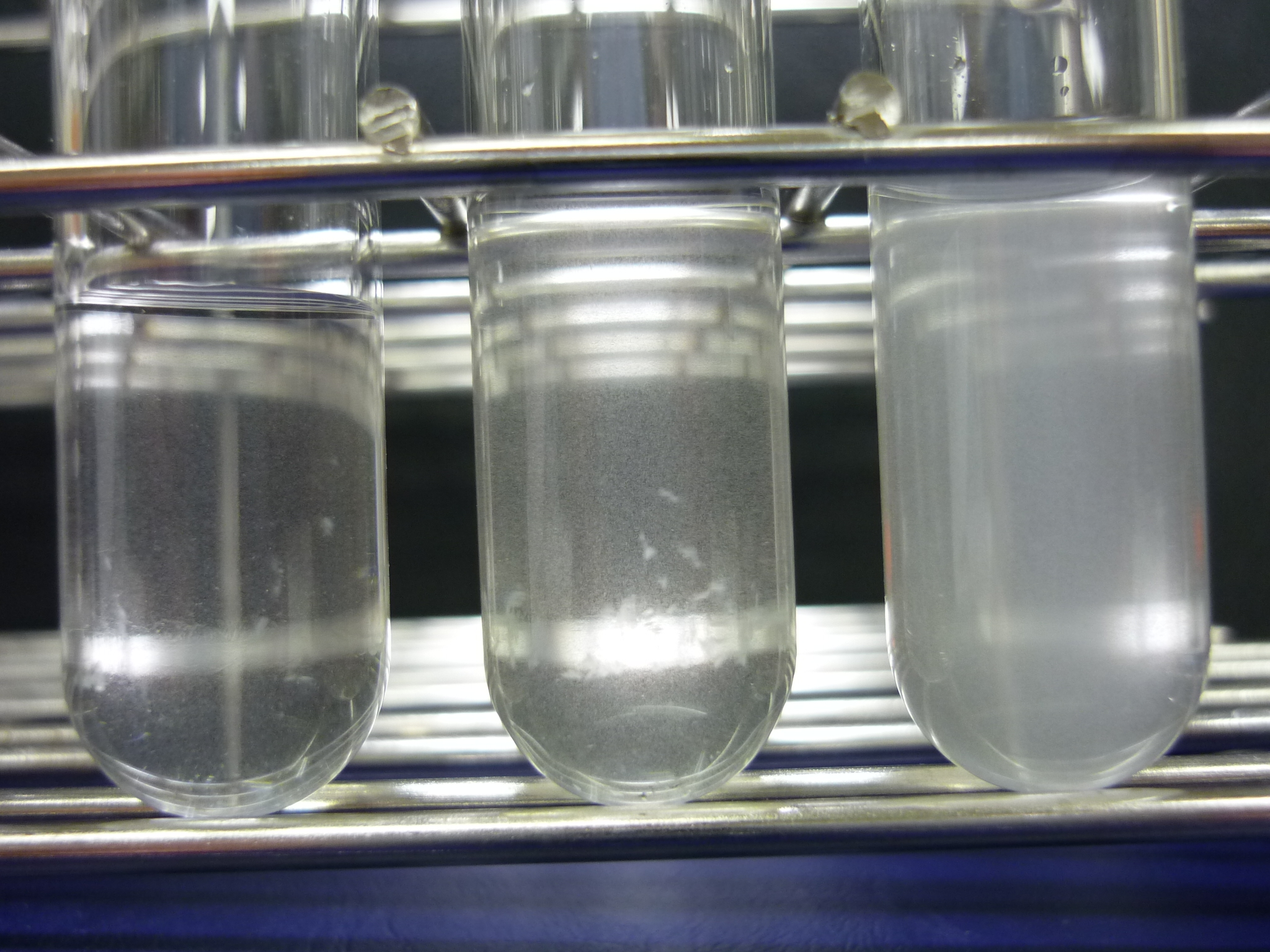
マクファーランド濁度標準液。左から0.5、1、2マクファーランド。

マクファーランド比濁法（マクファーランドひだくほう）は、菌液の生菌数濃度を濁度から推定する、微生物学の手法である。
主に菌液の生菌数濃度を調整する際に用いられる。
McFarland (1907)によって考案された。

## 特徴
菌液の生菌数濃度を調べる方法には、寒天平板に培養してCFUを求める方法や、血球計算盤法、コールターカウンター法、フローサイトメトリー法がある (清水 2006, §4.3)。
しかしながら、培養には少なくとも一晩を要するため、所要の生菌数濃度に菌液を調製して処理する場合などには適用できない。
また、血球計算盤法は煩雑であり、機器分析は高価であり、そこまでの精度は不要である場合が多い。
そこで、即時に結果を得られ、それなりの精度で安価に行える本法が多用されている。
本法を用いれば、濁りを目で見比べるだけで、おおよその生菌数濃度が推定できる。
この目で見比べるための標準液が、マクファーランド濁度標準液（McFarland standards）である。

## 標準液
マクファーランド濁度標準液は、1.0%塩化バリウム水溶液と1.0%硫酸水溶液を用事混合して調製する、硫酸バリウム懸濁液である。
塩化バリウムと硫酸の量を変えて、複数濁度の懸濁液を調製する。
たとえば、0.5番のマクファーランド濁度標準液を調製するのであれば、1.175%の塩化バリウム2水和物（BaCl2・2H2O）水溶液0.05mLと1%の硫酸 (H2SO4) 水溶液9.95mLを混合する。
| マクファーランド濁度標準液番号 | 0.5   | 1     | 2     | 3     | 4     | 5   | 6   | 7   | 8   | 9   | 10  |
| ------------------------------ | ----- | ----- | ----- | ----- | ----- | --- | --- | --- | --- | --- | --- |
| 1.0% 塩化バリウム (mL)         | 0.05  | 0.1   | 0.2   | 0.3   | 0.4   | 0.5 | 0.6 | 0.7 | 0.8 | 0.9 | 1.0 |
| 1.0% 硫酸 (mL)                 | 9.95  | 9.9   | 9.8   | 9.7   | 9.6   | 9.5 | 9.4 | 9.3 | 9.2 | 9.1 | 9.0 |
| 生菌数濃度 (x 108 CFU/mL)      | 1.5   | 3     | 6     | 9     | 12    | 15  | 18  | 21  | 24  | 27  | 30  |
| % 透過率                       | 74.3  | 55.6  | 35.6  | 26.4  | 21.5  |     |     |     |     |     |     |
| 吸光度                         | 0.132 | 0.257 | 0.451 | 0.582 | 0.669 |     |     |     |     |     |     |

菌液をこのマクファーランド濁度標準液と見比べて、濁度が最も近いマクファーランド濁度標準液の番号が、その菌液のマクファーランド標準濁度（McFarland standard turbidity)である。
例えば、マクファーランド濁度標準液第2番と同じ濁度の大腸菌液のマクファーランド濁度は2マクファーランドであり、その生菌数濃度はおよそ6 x 108CFU/mLであることが推定される。
ただし、マクファーランド濁度単位はEscherichia coli ATCC 25922株で定義されたもので、同じマクファーランド濁度でも菌種、菌株によって生菌数濃度は異なることには留意が必要である (山根 2004) 。
論文では
- マクファーランドNo. 0.5に調整した菌液を作成
- 0.5 マクファーランドに調整した菌液を作成

といった言い回しが用いられる。
ここでいう調整とは、菌液が濃すぎる場合には滅菌済の当該溶液で希釈し、薄い場合には細菌を加えるような操作をいう。
マクファーランド標準液はもともと硫酸バリウム製だったが、現在では二酸化チタン製 (Roessler & Brewer 1967) やラテックス製 (Pugh & Heller 1957) も見られ、特にラテックス製のものは保存性と安定性に優れる (日本ベクトン・ディッキンソン 2007) 。